# Komunistyczna Partia Belgii
Komunistyczna Partia Belgii (KPB), fr. Parti Communiste de Belgique (PCB), flam. Belgische Communistische Partij (BCP), założona 3-4 września 1921 roku na kongresie w Anderlechcie jako sekcja Kominternu. W 1923 jej działaczy objęto represjami, m.in. aresztowano cały Komitet Centralny (KC) KPB. W 1932 kierowała strajkiem belgijskich górników. W latach 1940–1944 uczestniczyła w belgijskim ruchu oporu przeciw Niemcom. W wyborach 1946 uzyskała 41 mandatów, w 1949  6 mandatów. Uczestniczyła w Międzynarodowych Naradach Partii Komunistycznych i Robotniczych w Moskwie w 1957, 1960 i 1969 roku. Organ prasowy - "Le Drapeau Rouge" (flam. "De Rode Vaan"). W 1989 roku powstały dwie niezależne sekcje - Partia Komunistyczna (Flandria) i Partia Komunistyczna (Walonia).